# Loveppears
Loveppears (ラヴピアーズ, Ravupiazu)  (estilizado como LOVEppears) é o segundo álbum de estúdio da cantora e compositora japonesa Ayumi Hamasaki. Foi lançado no Japão, Hong Kong e China em 10 de novembro de 1999, através das gravadoras Avex Trax e China Record Corporation, e distribuído mundialmente em 10 de abril de 2001, pela Avex Entertainment Inc. Todas as letras foram escritas por Hamasaki, enquanto a produção foi realizada pelo músico japonês Max Matsuura. Musicalmente, Loveppears é um álbum do gênero dance, enquanto centra-se, liricamente, em temas como amor, frustrações da vida, solidão e individualismo.
Após seu lançamento, Loveppears recebeu críticas favoráveis por parte de especialistas, onde muitos destacaram os singles do álbum como parte dos melhores trabalhos de Hamasaki e elogiaram a transição de melodias inspiradas pelo pop rock, de A Song for XX, para o dance. Comercialmente, o álbum foi um sucesso no Japão, atingindo o topo da Oricon Albums Chart e, eventualmente, vendendo mais de 2,5 milhões de unidades, tornando-se o 40º álbum mais vendido no país. Foi certificado como platina dupla pela Recording Industry Association of Japan (RIAJ) pela venda de dois milhões de unidades físicas, e é o terceiro álbum mais vendido de Hamasaki, segundo o banco de dados da Oricon.
Para promover o álbum, Hamasaki lançou 11 singles, onde "Love (Destiny)" alcançou a primeira posição da Oricon Singles Chart, sendo o primeiro single da cantora a realizar esse feito. Todos os demais singles de Loveppears conseguiram chegar ao top dez das paradas. Os singles "Boys & Girls" e "A" venderam mais de um milhão de unidades, os primeiros de Hamasaki a alcançarem essa marca. A maior parte do material do álbum foi promovido através de propagandas de televisão, que mais tarde se tornaram um elemento básico para o futuro trabalho de Hamasaki, enquanto algumas canções apareceram em álbuns de remixes lançados posteriormente. A maioria das canções de Loveppears foram performadas na turnê Ayumi Hamasaki Concert Tour 2000.

## Antecedentes e composição
Após o sucesso de seu álbum de estreia A Song for XX, lançando em janeiro de 1999, Hamasaki começou a escrever canções para seu próximo álbum de estúdio. No entanto, sua gravadora, Avex Trax, decidiu lançar um álbum de remixes, intitulado Ayu-mi-x. Esse lançamento marcou o início da incorporação de elementos musicais fora do pop rock, incluindo trance, house music e música eletrônica. Essa transição para a dance music fez Hamasaki recrutar novos compositores e produtores para seu novo álbum de estúdio, que ainda estava em fase de produção, incluindo a banda HΛL, Dai Nagao, compositor e membro do Do As Infinity, Kazuhito Kikuchi, entre outros.
A editora discográfica Avex Trax contratou Max Matsuura para produzir o álbum juntamente com a ajuda de Hamasaki e do músico japonês Naoto Suzuki, enquanto Hamasaki escreveu todas as canções do álbum. As sessões de gravação aconteceram no Prime Sound Studio, no Studio Sound Dali e no Onkio Haus em Tóquio, Japão, e também no Soundtrack Studios em Nova Iorque, Estados Unidos; o material final foi então mixado no Studio Sound Dali e no Conway Studios em Los Angeles, Califórnia, e masterizado por Eddy Schreyer, no Oasis Masterings.
Loveppears foi notado pelos críticos como a primeira transição de Hamasaki e de seu estilo de pop rock "cauteloso" utilizado em A Song for XX. O álbum inclui duas faixas instrumentais: "Introduction", composta por HΛL, e "Interlude", composta por Naoto Suzuki. Alguns dos singles de Loveppears foram remixados e recompostos, incluindo "Fly High", uma versão estendida de "Whatever" e uma versão revisada de "Love (Destiny)", que foi reescrita e intitulada "Love (Refrain)", além das canções  "Too Late" e "Appears", sendo a última lançada como single limitado no mesmo dia do álbum. Loveppears também inclui uma faixa secreta, inserida após "Who...", intitulada "Kanariya". Liricamente, o material do álbum se concentra em temas sobre o amor, frustração da vida, solidão e individualismo.

## Lançamento e capa
Loveppears foi lançado no Japão, em Hong Kong e na China em 10 de novembro de 1999, através das gravadoras Avex Trax e  China Record Corporation. O álbum é composto por dezessete faixas e, exceto a versão lançada na China, inclui um CD Extra, que, ao ser inserido em um computador, apresenta arquivos de comerciais, pequenas amostras de áudio de todos os lançamentos de Hamasaki à época, links de internet, imagens de Hamasaki em revistas, arquivos de voz e imagens de Hamasaki durante um ensaio fotográfico em Nova Iorque. O CD Extra inclui também cinco remixes; dois megamixes, inspirados em eurodance e house music, e remixes de três canções do álbum de estreia de Hamasaki: "A Song for XX", "Powder Snow" e "Friend II". Em 10 de abril de 2001, o álbum foi relançado mundialmente pela Avex Entertainment Inc., através de lojas digitais.
A arte de Loveppears foi fotografada por Toru Kumazawa em Nova Iorque e em Los Angeles, na Califórnia. A capa apresenta Hamasaki nua da cintura para cima, com uma peruca marrom-clara cobrindo seus seios. Hamasaki acreditava que o material produzido influenciou sua decisão em chamar o álbum Loveappears, afirmando que "enquanto trabalhava em A Song for XX, durante os tempos tristes, eu sempre dizia 'eu estou muito triste, não consigo me livrar disso'. Silenciosamente chorando, silenciosamente ferida, silenciosamente de luto. Mas, com Loveppears, eu expresso isso com sons furiosos, gritando". Durante uma entrevista com a revista japonesa Beatfreak, em novembro de 1999, Hamasaki explicou que o título representava os aspectos visuais de um relacionamento e como as pessoas vêem o amor; ela explicou detalhadamente;
| “ | O título Loveppears tem dois significados: "coisa que parece amor" e "discrepância entre o que vemos e o que realmente está lá". Antes da minha viagem a Nova Iorque para a sessão de fotos do álbum, eu olhei pela janela do carro e havia um casal que parecia muito feliz, mas eu pensei comigo mesma que talvez eles estivessem no meio de um crise séria. Ou, talvez, eles estivessem falando sobre separação. Então pensei sobre o significado de "parece ser" que a palavra "appears" (aparecer) pode ter. Damos a nós mesmos certas aparências e imagens externas, tentando fazer com que pareça que as coisas são boas ou ruins, o que quer que queiramos mostrar às pessoas; mas as coisas realmente não são como estamos mostrando. | ” |

## Singles
Onze singles foram lançados para promover Loveppears, incluindo um EP e três lançamentos de edição limitada. O primeiro foi "Whatever", lançado em 10 de fevereiro de 1999. No Japão, tornou-se o single de Hamasaki mais bem colocado na Oricon Singles Chart à época, alcançando a quinta colocação. O single seguinte, "Love (Destiny)", foi lançado em 14 de abril de 1999, e tornou-se o primeiro single de Hamasaki a alcançar o topo da Oricon Singles Chart. "To Be" foi lançado como o terceiro single do álbum em 12 de maio de 1999, também alcançando a quinta colocação na Oricon Singles Chart.
Os dois singles seguintes, "Boys & Girls" e o EP "A" (que inclui as canções "Trauma", "End Roll", "Monochrome" e "Too Late"), conseguiram vender mais de um milhão de cópias cada, com o último tornando-se o single mais vendido de Hamasaki de acordo com a base de dados da Oricon Style. Cada faixa individual de "A" foi promovida por meio de propagandas para televisão, no Japão.
Os três singles finais de Loveppears, "Appears", "Kanariya" e "Fly High", tiveram uma disponibilidade limitada de 300,000 cópias. "Appears" foi lançado em 10 de novembro de 1999, sendo também o primeiro lançamento de Hamasaki fora do Japão, tendo sido remixado por Junior Vasquez e Armin Van Buuren, e distribuído entre 2001 e 2002 pela América do Norte e Europa. "Kanariya" foi lançado em 8 de dezembro de 1999, sendo único single de edição limitada do álbum a alcançar o primeiro lugar na Oricon Singles Chart. Foi seu segundo single a ser lançado na América do Norte, sendo remixado por Jonathan Peters. O último single de Loveppears foi "Fly High", lançado no Japão em 9 de fevereiro de 2000, seu primeiro single na década de 2000.
A Avex Trax USA e Avex Trax Europe decidiram lançar vinis promocionais de várias faixas de Loveppears. "Monochrome" foi remixada por Keith Litman, e lançada na América do Norte, enquanto Eurofen e Bonus Kaos remixaram a faixa e a lançaram no Reino Unido. A dupla americana Thunderpuss remixou a faixa "Trauma" e a lançou na América do Norte através da Avex Trax USA. "Too Late" foi remixada por Soul Solution e lançada na América do Norte, enquanto a versão original da faixa "Immature" foi lançada como um single duplo junto com "Appears" no Japão, como parte da promoção da turnê nacional realizada no ano de 2000 por Hamasaki.

## Alinhamento de faixas
Todas as letras escritas por Ayumi Hamasaki. 
| CD 1 / Download digital |                                                      |                  |                        |         |  |
| N.º                     | Título                                               | Música           | Arranjo                | Duração |  |
| 1.                      | "Introduction"                                       | HΛL              | HΛL                    | 1:09    |  |
| 2.                      | "Fly High"                                           | Dai Nagao        | HΛL                    | 4:07    |  |
| 3.                      | "Trauma"                                             | D.A.I            | Naoto Suzuki Dai Nagao | 4:17    |  |
| 4.                      | "And Then"                                           | Yasuhiko Hoshino | Keisuke Kikuchi        | 4:14    |  |
| 5.                      | "Immature" (Album Version)                           | Kazuhito Kikuchi | HΛL                    | 4:44    |  |
| 6.                      | "Boys & Girls"                                       | Nagao            | Suzuki Nagao           | 3:54    |  |
| 7.                      | "To Be"                                              | Nagao            | Suzuki Nagao           | 5:18    |  |
| 8.                      | "End Roll"                                           | Nagao            | Suzuki Nagao           | 4:49    |  |
| 9.                      | "P.S II"                                             | Hideaki Kuwabara | Akimitsu Honma         | 4:48    |  |
| 10.                     | "Whatever" ("Dub's 1999 Remix")                      | Kazuhito Kikuchi | Izumi Miyazaki         | 7:20    |  |
| 11.                     | "Too Late"                                           | Nagao            | Suzuki Nagao           | 4:25    |  |
| 12.                     | "Appears" (Album Version)                            | Kikuchi          | HΛL                    | 5:38    |  |
| 13.                     | "Monochrome"                                         | HΛL              | Suzuki Nagao           | 4:21    |  |
| 14.                     | "Interlude"                                          | Suzuki           | Suzuki                 | 0:55    |  |
| 15.                     | "Love (Refrain)" (Versão revisada de Love (Destiny)) | Tsunku           | Suzuki                 | 5:21    |  |
| 16.                     | "Who..."                                             | Kikuchi          | Suzuki                 | 5:35    |  |
| 17.                     | "Kanariya" (faixa secreta)                           | Yasuhiko Hoshino | CPM-Marvin             | 3:52    |  |

| CD2 |                                            |         |  |
| N.º | Título                                     | Duração |  |
| 1.  | "Ayu's Euro Mega-Mix" (Y&Co. Mix)          | 9:48    |  |
| 2.  | "Ayu's House Mega-Mix" (N.S House Mix)     | 9:58    |  |
| 3.  | "A Song for XX" (Millennium Mix)           | 4:46    |  |
| 4.  | "Powder Snow" (Acoustic Orchestra Version) | 5:03    |  |
| 5.  | "Friend II" (Make My Mad Mix)              | 4:31    |  |